# Rimacytheropteron longipunctatum
Rimacytheropteron longipunctatum is een mosselkreeftjessoort uit de familie van de Cytheruridae. De wetenschappelijke naam van de soort is voor het eerst geldig gepubliceerd in 1976 door Breman.